# Маглакелидзе, Карло Леванович
Карло Леванович Маглакелидзе (груз. კარლო მაღლაკელიძე; род.  5 февраля 1978 в Кутаиси) — российский регбист; тренер.

## Биография
Имя получил в честь своего деда-участника Великой Отечественной войны.
Занимался регби в детских командах Кутаиси, в Россию приехал в 2001 году. Выступал три года в краснодарском «Юге», затем переехал в Пензу в 2004 году выступать за «Империю». Два года провёл в казанской «Стреле-Агро», после чего вернулся в «Империю». В 2016 году перешёл на тренерскую работу в регбийный клуб «Витязь» (Пермь). В 2020 году стал тренером нападающих в команде «Владивостокские тигры»
Не получил вызова в сборную Грузии: тренеры предпочитали вызывать в сборную легионеров из чемпионата Франции. В 2009 году Маглакелидзе, получивший российский паспорт, предпочёл выступать за сборную России и в июне 2009 года появился на сборе в Ногинске. Вместе с Георгием Минадзе они стали первыми грузинами в сборной России.
Первую игру провёл за сборную России 12 июня 2009 на Кубке наций IRB против второй сборной Шотландии в Бухаресте. Всего он провёл 12 игр за сборную России. Был в расширенном списке игроков-кандидатов на поездку на чемпионат мира, но в финальную заявку не вошёл, хотя неоднократно заявлял о своей мечте сыграть на Кубке мира.